# Estádio Amaan de Zanzibar
O Estádio Amaan de Zanzibar (em inglês: Amaan Stadium Zanzibar) é um estádio multiuso localizado na cidade de Zanzibar, na Tanzânia. Oficialmente inaugurado em 1970, é a casa onde os clubes locais KMKM S.C., Miembeni S.C. e Mlandege F.C. mandam seus jogos oficiais por competições nacionais. Esporadicamente, a Seleção Tanzaniana de Futebol também manda ali partidas amistosas e oficiais válidas por competições continentais. Sua capacidade máxima é de 15 000 espectadores.
Em 17 de dezembro de 2023, a Confederação Africana de Futebol selecionou o estádio como uma das sedes oficiais do Campeonato das Nações Africanas que será realizado conjuntamente por Quênia, Tanzânia e Uganda em 2024.

## Histórico
Oficialmente inaugurado em 1970, foi construído com recursos provenientes da República Popular da China, tendo sido o primeiro de muitos projetos de construção e modernização de estádios africanos financiados pelo governo chinês e executados por construtoras chinesas como forma de estreitar laços comerciais entre o país asiático e os países africanos beneficiados pelo projeto, configurando o que ficou conhecido no âmbito das relações internacionais como diplomacia dos estádios, até hoje em vigor.
Para além dos esportes, o estádio já sediou diversos comícios e outros eventos políticos. Em 1977, foi realizada ali a cerimônia de fundação do Chama Cha Mapinduzi (em português: Partido da Revolução), que mais tarde, tornou-se a força hegemônica da política tanzaniana contemporânea. Em 1990, Nelson Mandela discursou ali. Os governadores da província autônoma de Zanzibar são oficialmente empossados em cerimônia realizada no local, que costuma também abrigar as celebrações do Dia da Revolução, feriado nacional do país comemorado em 12 de janeiro.

## Características
O estádio conta com uma pista de atletismo, cercada por arquibancadas de nível único com capacidade para 15 000 espectadores. Assentos foram instalados no arquibancada e estão distribuídos em três pisos, sendo o inferior com cadeiras verdes, o médio com cadeiras vermelhas e o superior com cadeiras azuis.
As arquibancadas são divididas em quatro alas, sendo duas nas laterais do gramado e outras duas atrás das curvas da pista de atletismo. Nos vãos entre elas, foram instalados quatro telões de LED. As arquibancadas são todas cobertas com membrana branca. Na parte externa, estão posicionados quatro refletores de luz que iluminam todo o estádio.

Ao redor do estádio, complexo esportivo conta com estacionamentos, 2 campos de futebol society, sendo cada um deles com uma mini-arquibancada coberta com capacidade para 500 espectadores, além de 2 ginásios poliesportivos, sendo o menor deles dedicado ao judô.